# Naomi Klein
Naomi Klein (Montréal, 1970. május 8. – ) kanadai író és újságíró, társadalmi és politikai aktivista, az alterglobalizációs mozgalom világszerte ismert alakja. Könyveiben a globalizáció és a neoliberalizmus kritikusa.

## Művei

### Könyvek
- No Logo: Taking Aim at the Brand Bullies (Knopf Canada – Picador, 1999) ISBN 0-312-20343-8
- Fences and Windows (Vintage Canada – Picador, 2002) ISBN 978-0-312-30799-8
- The Shock Doctrine: The Rise of Disaster Capitalism (Knopf Canada, 2007) ISBN 978-0676978001
- This Changes Everything: Capitalism vs. the Climate (Simon & Schuster, 2014) (Magyarul A döntés: kapitalizmus vagy klímavédelem) ISBN 978-1451697384

### Filmek
- The Take (2004) (Magyarul: A gyárfoglalás) – forgatókönyvíró

## Magyarul megjelent művei
- No logo. Márkák, multik, monstrumok; ford. Vágvölgyi B. András, Merényi Ágnes; AMF–Tudatos Vásárlók Egyesülete, Bp., 2004 ISBN 963 2143 82 5
- Sokkdoktrína. A katasztrófakapitalizmus felemelkedése; ford. Gilicze Bálint; Akadémiai, Bp., 2013 (JelenLét) ISBN 9789630593748
- Hogyan változtassunk meg mindent? : [útmutató fiatal állampolgároknak a bolygó és egymás védelméhez]; ford. Piróth Attila; Napvilág, Bp., 2022 ISBN 978-963-338-110-6